# Magyarországi szlovén költők, írók listája
Ez a lista a magyarországi szlovének költőinek, íróinak nevét tartalmazza betűrendben:
| Ábécé szerinti tartalomjegyzék                      |
| --------------------------------------------------- |
| A B C D E F G H I J K L M N O P Q R S T U V W X Y Z |

## A
- Augustich Imre (1837–1879)

## B
- Bagáry József (1840–1919)
- Bakos Mihály (1742–1803)
- Ballér István (1760–1835)
- Bánfy János
- Barbér Irén (1939–2006)
- Barla Mihály (1778–1824)
- Bassa Iván (1875–1931)
- Bassa József (1894–1916)
- Bejek István
- Bencze Mihály
- Berke Balázs (?–1821)
- Berke Ferenc (1764–1840)
- Berke János (1814–1908)
- Bertalanits Mihály (1786–1853)
- Bokán István
- Bokány Ádám († 1714?)
- Borovnyák József (1826–1909)
- Bükvics Ferenc (1888–1969)

## C
- Czelecz Ferenc
- Czipott György (1793/94–1834)
- Czipott Rudolf (1825–1901)

## D
- Domjan Mihály († 1737?)
- Doncsecz Ákos (1988-)
- Drávecz Alajos (1866–1915)

## F
- Farkas Ádám (1730–1786)
- Fliszár János (1856–1947)

## G
- Gáber Mihály
- Gáspár Alajos (1848–1919)
- Gáspár Károly
- Godina Mátyás (1768–1835)
- Grah Ferenc
- Grah Mátyás
- Gumilár Ferenc (1880–1972)

## Gy
- Gyergyék József
- Gyurgyovits György

## H
- Hirnök József
- Hirnök-Munda Katalin
- Holecz Károly (1969–)
- Horváth András (18–19. század)
- Hüll Ferenc (1800–1880)

## I
- Ivanóczy Ferenc (1857–1913)

## J
- Jagodics Iván (17. század közepe)

## K
- Kardos János (1801–1873)
- Kerécz Antal
- Kerécz Ferenc
- Kerécz János
- Kerécz Mihály
- Idősebb Klekl József (1874–1948)
- Ifjabb Klekl József (1879–1936)
- Koczuván Bertalan (1828-1889)
- Kollár Péter (1855–1908)
- Kolossa Mihály
- Kossics József (1788–1867)
- Kotsmar Mihály (1698–1750)
- Kousz György (1776–1829?)
- Kováts István (1866–1945)
- Kozár István
- Kozel István (18. század)
- Krajczár Károly (1936–)
- Krizsán Tamás († 1661)
- Kühar Flóris (1893–1943)
- Kühár István (I) (1882–1915)
- Kühár István (II) (1887–1922)
- Kühár János (1901–1987)
- Küzmics István (1723–1779)
- Küzmics Miklós (1737–1804)

## L
- Legén Miklós (18. század első fele)
- Lenarsich Imre (1882–1966)
- Lülik István (?–1847)
- Lutharics Péter Ágost (1708–1751)
- Luttár Mihály (megh. 1651 u.)
- Luttár Miklós (1851–1936)
- Luthár Pál
- Luthár Ádám (1839–1919)
- Luthár Gergely

## M
- Magyarics Miska
- Marics Ferenc (* 1791; † 1842 u.)
- Mukics Ferenc (1952–)
- Mukicsné Kozár Mária (1952–)
- Murkovics János (1839–1917)

## N
- Nemes Mihály
- Nencsics Gábor
- Novák Dávid (18. század második fele)
- Novák Ferenc (1791–1836)

## O
- Oslay Ferenc (1883–1932)
- Oszka Mihály

## P
- Parnstein Mihály
- Pauli István (1760–1829)
- Pável Ágoston (1886–1946)
- Pavlics Irén (1934–2022)
- Persa Iván (1861–1935)
- Pintér István (1831–1875)
- Pusztai József (1864–1934)

## R
- Ratkovics Vendel (1834–1907)
- Rogács Sándor
- Ruzsics kántortanító (18. század vége)

## S
- Sadl János
- Sbüll Ferenc (1825–1864)
- Sinkoh János (17. század közepe)
- Slejbics György
- Stevanecz Antal (1861–1921)

## Sz
- Szakovics József (1874–1930)
- Szalaszegi János vagy Iván? (17. század eleje és közepe)
- Szabár Jakab (1802/03–1863)
- Szelmár István (1820–1877)
- Szijjártó István (1765–1833)
- Szlepecz János (1872–1936)
- Szmodis István (1758–1799)
- Szmodis József (17. század második fele)
- Szobothin László
- Szvétecz Mihály

## T
- Talányi Ferenc (1883–1959)
- Temlin Ferenc (17–18. század)
- Terbócs János († 1650. k.)
- Terplán Mihály
- Terplán Sándor (1816–1858)

## V
- Vanecsai Szever Mihály (1699–1750)

## Zs
- Zsemlics István (1840–1891)
- Zsupánek János (1861–1951)
- Zsupánek Mihály (1830–1905)

## 

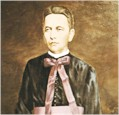
Ivanóczy Ferenc
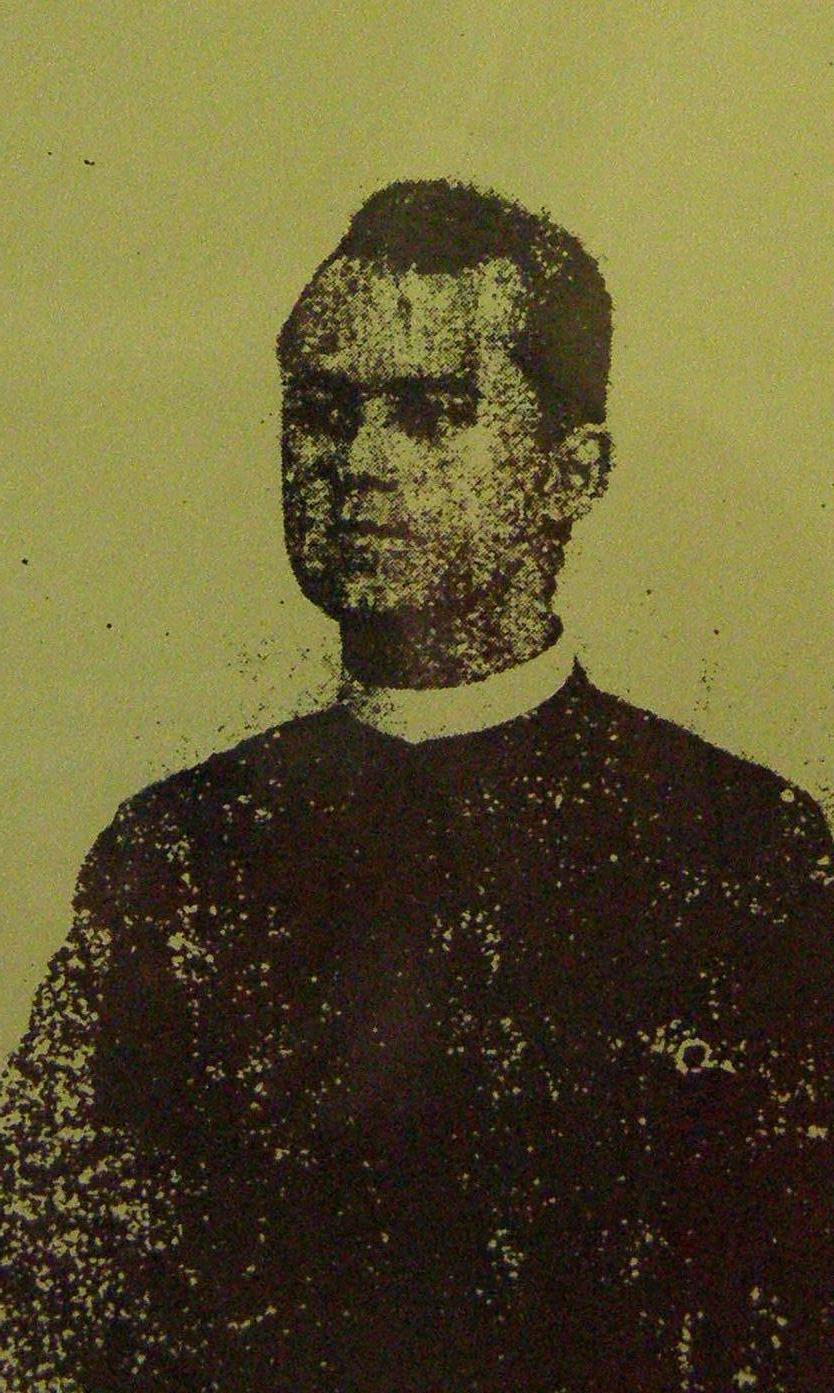
Szakovics József
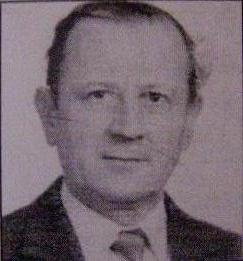
Krajczár Károly